# Station Monte-Carlo
Station Monte-Carlo was van 1869 tot de sluiting in 1965 een spoorwegstation in het prinsdom Monaco. Het was in die periode een van de twee spoorwegstations in de stadstaat, beide gelegen op de spoorlijn Marseille-Saint-Charles - Ventimiglia. Het station en de spoorweg werden aangelegd door de Compagnie des chemins de fer de Paris à Lyon et à la Méditerranée.

## Geschiedenis

Sporen en stations in Monaco

Monaco kreeg in 1868 voor het eerst een spoorwegaansluiting, waarbij het spoor vanuit Marseille van Nice tussen 1865 en 1868 naar Monaco werd doorgetrokken door de Compagnie des chemins de fer de Paris à Lyon et à la Méditerranée. Die korte verlenging betrof een bijzonder moeilijk onderdeel van het hele traject langs de kustlijn waarbij onder meer ook 4.320 meter ondergronds moest worden aangelegd. Het station van Monaco werd geopend op 19 oktober 1868. De verlenging verder oostwaarts werd direct doorgezet, langs de Rots, en een jaar later bereikte de spoorweg Monte-Carlo waar een tweede station aansluitend op het casino van Monte-Carlo werd geopend door sterk lobbywerk van de Société des bains de mer de Monaco die hiermee rijke Parijzenaars naar hun hotel en casino in Monte-Carlo kon brengen. Vanuit dit station vervolgde de spoorlijn richting Menton, een volgende eindpunt dat enkele maanden later, in december 1869 werd in gebruik genomen.

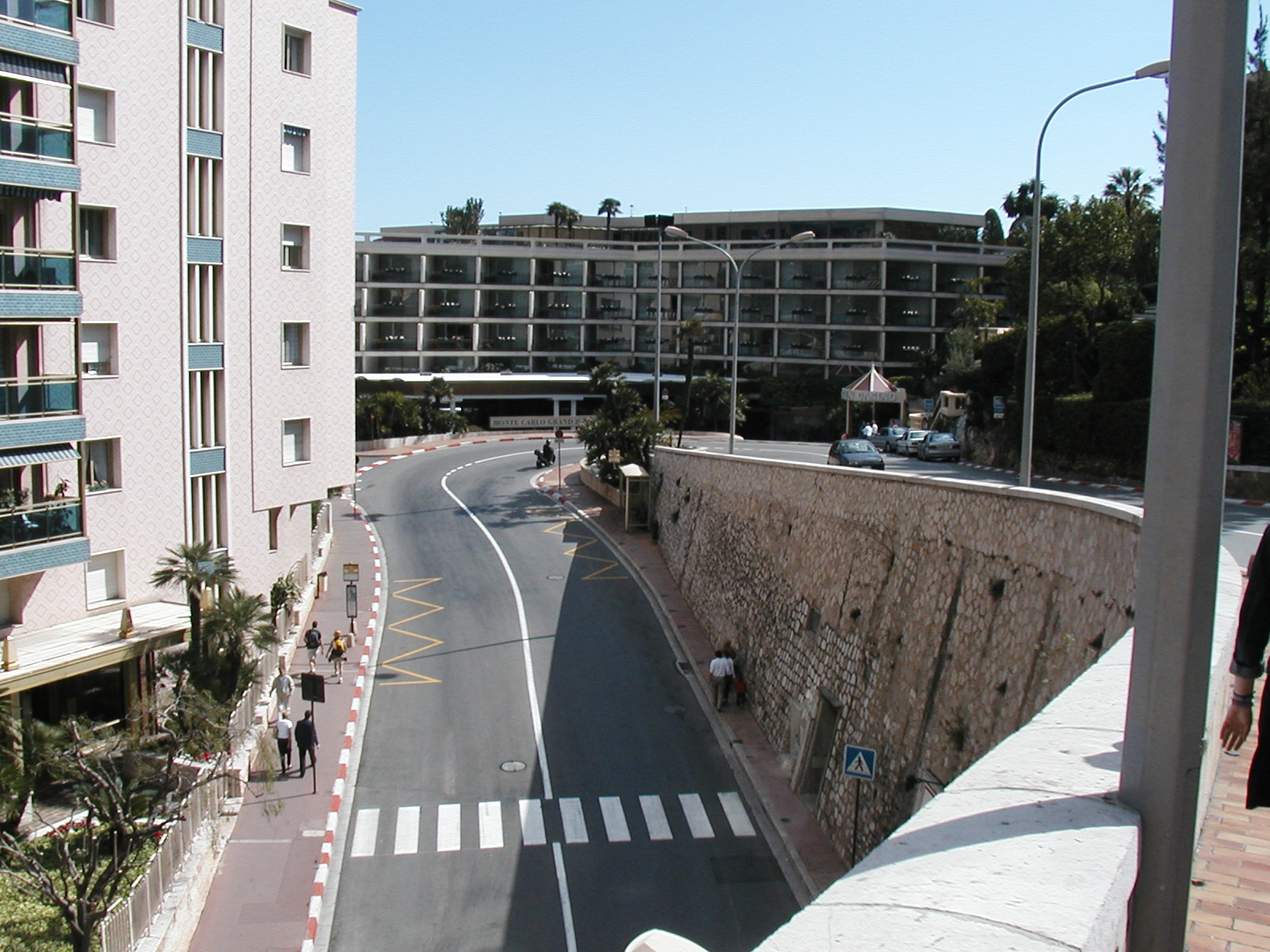
Het Fairmont Hotel op de plaats van het vroegere station

In de jaren vijftig besefte Rainier III dat de bijna een eeuw eerder toegekende gebruiksrechten en de aangelegde spoorwegverbinding het vorstendom veel schade toebrachten door de barrière die de spoorweg vormt, en de grote hoeveelheid bouwgrond die hierdoor verloren was gegaan. Rainier III was dan ook de stuwende kracht achter een investeringsprogramma waarbij de sporen werden omgeleid naar het noorden, op een nieuw traject van 3.491 meter lang, bestaande uit twee ondergrondse tunnels van respectievelijk 131 m en 3.056 m. Het oude station Monte-Carlo werd in 1965 gesloten en de grond van de oude spoorwegbedding kon gerecupereerd worden. Het emplacement van het voormalige station, en het achterliggend gebied met vormings- en opstelsporen en ook de verdere spoorwegbedding naar het oosten, een gebied van 51.000 m², werd herverkaveld en samen met de omliggende zones omgevormd tot de veelal residentiële wijk Larvotto. Op de locatie van het voormalige stationsgebouw, werd het Fairmont Hotel gebouwd. Het westwaarts gelegen station van Monaco werd toen omgedoopt tot Monaco-Monte-Carlo, als referentie naar het voormalige station.  Ook dat station moest door een tweede deviatie van de spoorweglijn uiteindelijk wijken in 1999 toen ook het nieuwe station Station Monaco-Monte Carlo aan de noordgrens van het vorstendom werd geopend liggend aan de nieuwe, tweede tunnel door de stadstaat.